# Brainstorm (zespół muzyczny)
Brainstorm, także Prāta Vētra – łotewski zespół pop-rockowy, który w 1989 założyli: Renārs Kaupers, Jānis Jubalts, Gundars Mauševics i Kaspars Roga.
W 2000 zespół reprezentował Łotwę z utworem „My Star”  w 45. Konkursie Piosenki Eurowizji. W następnym roku wydał singiel „Maybe”, który jest uznawany za największy przebój w dorobku zespołu.

## Historia zespołu
Zespół został założony w 1989 roku w Jełgawie przez kolegów ze szkoły: Renārsa Kaupersa, Jānisa Jubaltsa, Gundarsa Mauševicsa i Kasparsa Rogę, do których wkrótce dołączył Māris Mihelsons. Zespół początkowo nazywał się The Best American Guys in Latvia, jednak później zmienił nazwę na Prāta Vētra (ang. Brainstorm).
We wrześniu 1992 muzycy wydali swój debiutancki singiel „Jo tu nāc”, a w 1993 premierę miał ich pierwszy album pt. Vairāk nekā skaļi. W 1995 wydali utwór „Lidmašīnas”, który osiągnął sukces komercyjny w kraju i został uznany za piosenkę roku lokalnego radia Super FM. W tym czasie występowali na koncertach nie tylko w kraju, ale także m.in. w Niemczech i Wielkiej Brytanii. W 1996 wydali album pt. Veronika, który promowali singlami: „Dārznieks”, „Apelsīns” i „Lidmašīnas”. Pod koniec roku opublikowali piosenkę „Tavas mājas manā azotē”, z którą dotarli do pierwszego miejsca krajowej listy przebojów i została uznana za przebój roku.
W 1997 podpisali kontrakt płytowy z wytwórnią Microphone Records. W tym samym roku wydali album pt. Viss ir tieši tā kā tu vēlies. W 1998 premierę miał ich pierwszy międzynarodowy singiel – „Under My Wing (Is Your Sweet Home)”, który był anglojęzyczną wersją singla „Tavas mājas manā azotē”. Niedługo później wygrali Bałtycki Festiwal Piosenki w Karlshamn. W 1999 roku wydali album pt. Starp divām saulēm.

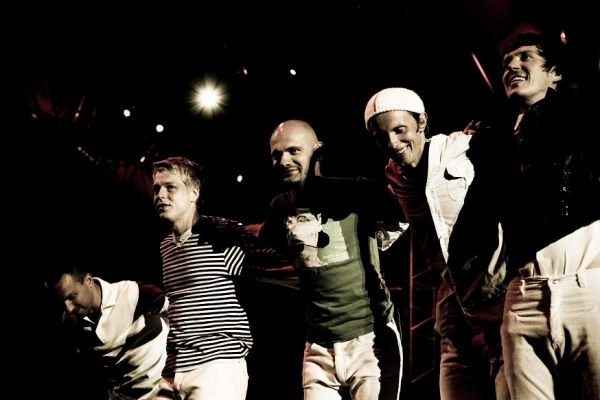
Brainstorm (2008)

W 2000, reprezentując Łotwę z utworem „My Star”, zajęli trzecie miejsce w finale 45. Konkursu Piosenki Eurowizji w Sztokholmie. W tym samym roku wydali album pt. Among the Suns, będący anglojęzyczną wersję ich płyty pt. Starp divām saulēm. W 2001 wydali album pt. Kaķēns, kurš atteicās no jūrasskolas, który ukazał się także w wersji anglojęzycznej jako Online. Oba wydawnictwa promowali singlem „Maybe”, który osiągnął sukces komercyjny i został uznany za największy przebój w dorobku zespołu. 
W 2003 wydali album pt. A Day Before Tomorrow/Dienās kad lidlauks pārāk tāls oraz wystąpili jako support przed koncertem zespołu The Rolling Stones w Pradze. 
W nocy z 23 na 24 maja 2004 roku w wypadku samochodowym na drodze między Rygą a Jełgawą zginął basista zespołu, Gundars „Mumiņš” Mauševics. Od czasu wypadku – według słów zespołu – Prāta Vētra zawsze będzie się składać z 4 osób plus jednej w Niebie.

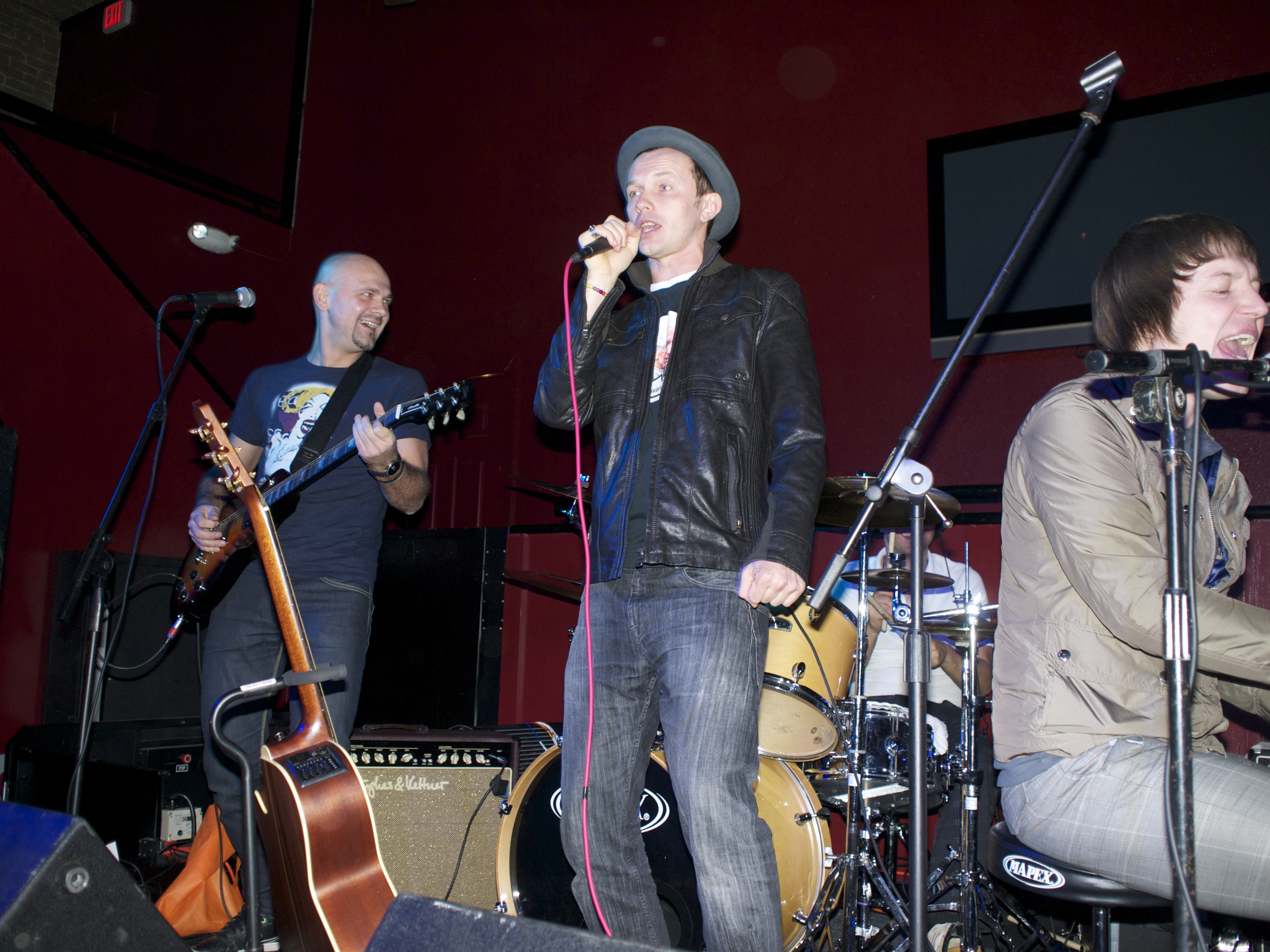
Brainstorm (2010)

W 2004 muzycy nawiązali współpracę z zespołem Bi-2, z którym nagrali piosenkę „Skolzkije ulicy”. Singiel dotarł do pierwszego miejsca list przebojów na Łotwie, Ukrainie i w Rosji. W tym samym roku wydali reedycję swojej drugiej płyty (Veronika). W 2005 album pt. Četri krasti, w którego nagraniu wziął udział także nowy członek zespołu, basista Ingars Viļums. Pod koniec sierpnia zagrali koncert w Mežaparks, który okazał się pierwszym łotewskim koncertem z rekordową liczbą ponad 40 tys. widzów. W tym samym roku odbyli ogólnokrajową trasę koncertową. Na początku 2006 roku wydali anglojęzyczną wersję płyty Četri krasti, zatytułowaną Four Shores, na której znalazł się m.in. singiel „Thunder Without Rain”. 
W 2008 roku wydali album pt. Tur kaut kam ir jābūt, który został wydany również w wersji rosyjskojęzycznej (Szag, 2009) i anglojęzycznej (Years and Seconds, 2010). W 2012 wydali album pt. Vēl viena klusā daba, który wydali również po rosyjsku (Czajki na kryszach) i angielsku (Another Still Life). Pod koniec lutego 2013 odebrali trzy Latvian Music Recording Awards za wygraną w kategoriach: najlepszy album pop-rockowy (Vēl viena klusā daba), najlepszy teledysk („Lantern”) oraz najlepszą piosenkę („Lantern”). W maju 2015 wydali anglojęzyczny album pt. 7 Steps of Fresh Air.

## Dyskografia

### Albumy studyjne
| - Among the Suns (2000) - Online (2001) – złota płyta w Polsce - A Day Before Tomorrow (2003) - Four Shores (2006) - Years and Seconds (2010) - Another Still Life (2012) - 7 Steps of Fresh Air (2015) | - Vairāk nekā skaļi (1993) - Veronika (1996; reedycja w 2004) - Viss ir tieši tā kā tu vēlies (1997) - Starp divām saulēm (1999) - Kaķēns, kurš atteicās no jūrasskolas (2001) - Dienās, kad lidlauks pārāk tāls (2003) - Četri krasti (2005) - Tur kaut kam ir jabut (2008) - Vēl viena klusā daba (2012) - 7 soļi svaiga gaisa (2015) - Par to zēnu, kas sis skārda bungas (2018) | - Szag (2009) - Czajki na kryszach (2012) |